# チェルノボグ
チェルノボグ（ウクライナ語: Чорнобог、Chornobog チョルノボーグ、ロシア語: Чернобог, Chernobog チェルノボーグ）は、スラヴ神話の死神であり、その名は「黒い神」を意味する。その名から、夜や闇、破壊と死、冥府の神・悪神として捉えられることが多いものの、その本来の性格については不明である。神話中においては、白や光を司る善神ベロボーグと対をなすものとして語られる。
スラヴの諸地方に伝わる創世神話には白い神と黒い神が登場し、その2柱の神が協力して水底の泥から世界を創り上げた。その後、黒い神は白い神と対立し、闘争の末に地上に落とされたとされて邪な精霊に変わったといわれている。ベロボーグとチェルノボグの相克は同様の文脈で語られることもある。また、ゾロアスター教におけるアフラ・マズダーとアンラ・マンユの対立とこれを比較する声もある。
ムソルグスキーによる『禿山の一夜』においても、チェルノボグが登場しているが、作中では悪神としての性質は薄められているようである。ウクライナにおいては相手を罵倒する表現として「チェルノボグに殺されてしまえ」というものが残っている。